# Chevrolet Fleetline
Chevrolet Fleetline é um modelo de carro que foi produzido pela montadora norte-americana Chevrolet de 1941 a 1952. De 1946 a 1948, foi uma sub-série do Chevrolet Fleetmaster ao invés de uma série própria e, de 1949 a 1951, foi uma sub-série do Chevrolet Special e do Chevrolet Deluxe.

## História
O Fleetline foi introduzido no modelo de 1941 como um sedã de 4 portas. Em 1942, um fastback "aerosedan" de 2 portas também era oferecido. Em 1947, o Fleetline representava 71,26% das vendas da Chevrolet. Entre os modelos de 1949 a 1952, o fastback era o único oferecido e a Chevrolet parou com a produção do Fleetline em 1953. A produção foi adiada indefinidamente em 1942 devido à Segunda Guerra Mundial, depois que 110.000 foram fabricados, apesar de vários milhares de cupês e sedãs da Chevrolet terem sido produzidos durante os anos de guerra militar.
Um modelo redesenhado com o contorno da carroceria reduzido e para-lamas traseiros integrados foi oferecido entre 1949 e 1952. Foi referido como um "fastback" por causa de seu teto inclinado distinto que se estende até a tampa do porta-malas. O Fleetline, durante os anos 1949 e 1950, também tinha uma aparência mais baixa do que um sedan, com o para-brisa sendo uma polegada mais curto em altura que um sedan contemporâneo padrão. Os modelos de 1949 a 1951 foram feitos em modelos de quatro portas e duas portas, com a parte inferior das portas sendo intercambiáveis com uma porta de sedan. A Série Fleetline, atualmente, é altamente colecionável. Muitos são feitos em varas de rua, com o comum Chevrolet 350 small block V8 e a transmissão 350 ou 400 turbo sendo usadas.